# Dua Arafa

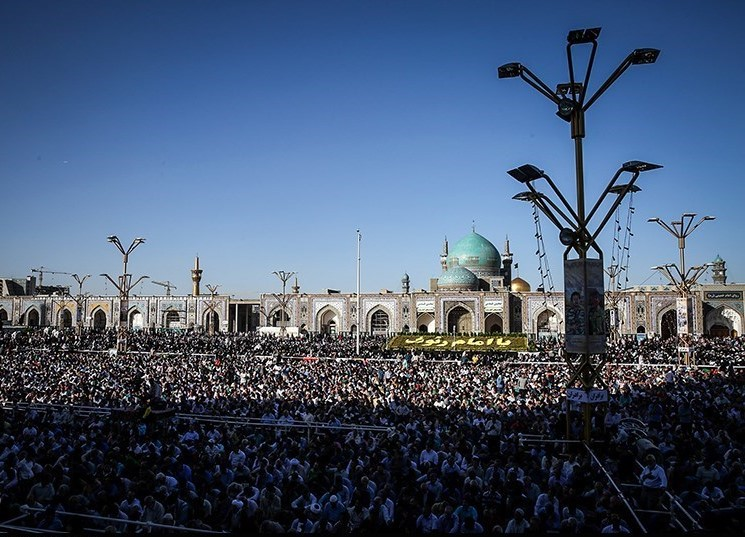
En ceremoni för Dua Arafa i Imam Rezas helgedom i Mashhad.

Dua Arafa (arabiska: دعاء عرفة) är en shiamuslimsk åkallan som återberättats från den tredje shiaimamen Husayn ibn Ali. Den läses av shiamuslimer varje år under arafadagen (9 dhi al-hijjah) under den årliga vallfärden hajj, i arafa-öknen. Denna åkallan är en av de mest framstående åkallelserna tillhörande Ahl al-Bayt. Den talar mycket om relationen mellan Gud och Hans tjänare och om Guds välsignelser. Trots att lärda inte är säkra på åkallans källa anser de ändå med tanke på dess innehåll att den måste komma från imam Husayn.